# Liste der Biografien/Go
Liste der Biografien |
Portal Biografien |
Personensuche
# |
A |
B |
C |
D |
E |
F |
G |
H |
I |
J |
K |
L |
M |
N |
O |
P |
Q |
R |
S |
T |
U |
V |
W |
X |
Y |
Z |
?
 
Ga |
Gb |
Gc |
Gd |
Ge |
Gf |
Gh |
Gi |
Gj |
Gk |
Gl |
Gm |
Gn |
Go |
Gp |
Gq |
Gr |
Gs |
Gu |
Gv |
Gw |
Gy |
Gz
 
Goa |
Gob |
Goc |
God |
Goe |
Gof |
Gog |
Goh |
Goi |
Goj |
Gok |
Gol |
Gom |
Gon |
Goo |
Gop |
Gor |
Gos |
Got |
Gou |
Gov |
Gow |
Goy |
Goz
Die Liste der Biografien führt alle Personen auf, die in der deutschsprachigen Wikipedia einen Artikel haben. Dieses ist eine Teilliste mit 51 Einträgen von Personen, deren Namen mit den Buchstaben „Go“ beginnt.

## Go
- Go Chödrub († 865), tibetischer Übersetzer buddhistischer Schriften
- Go, A-ra (* 1990), südkoreanische Schauspielerin und Model
- Gō, Arisa (* 1987), japanische Eisschnellläuferin
- Go, Bo-gyeol (* 1988), südkoreanische Schauspielerin und Model
- Go, Christopher (* 1974), philippinischer Politiker
- Gō, Eiji (1937–1992), japanischer Schauspieler
- Go, Eric (* 1984), US-amerikanischer Badmintonspieler chinesisch-philippinischer Herkunft
- Go, Joon-hee (* 1985), südkoreanische Schauspielerin
- Gö, Lotsawa (1392–1481), tibetischer Historiker
- Go, Min-si (* 1995), südkoreanische SchauspielerinGo Min-si (* 1995)

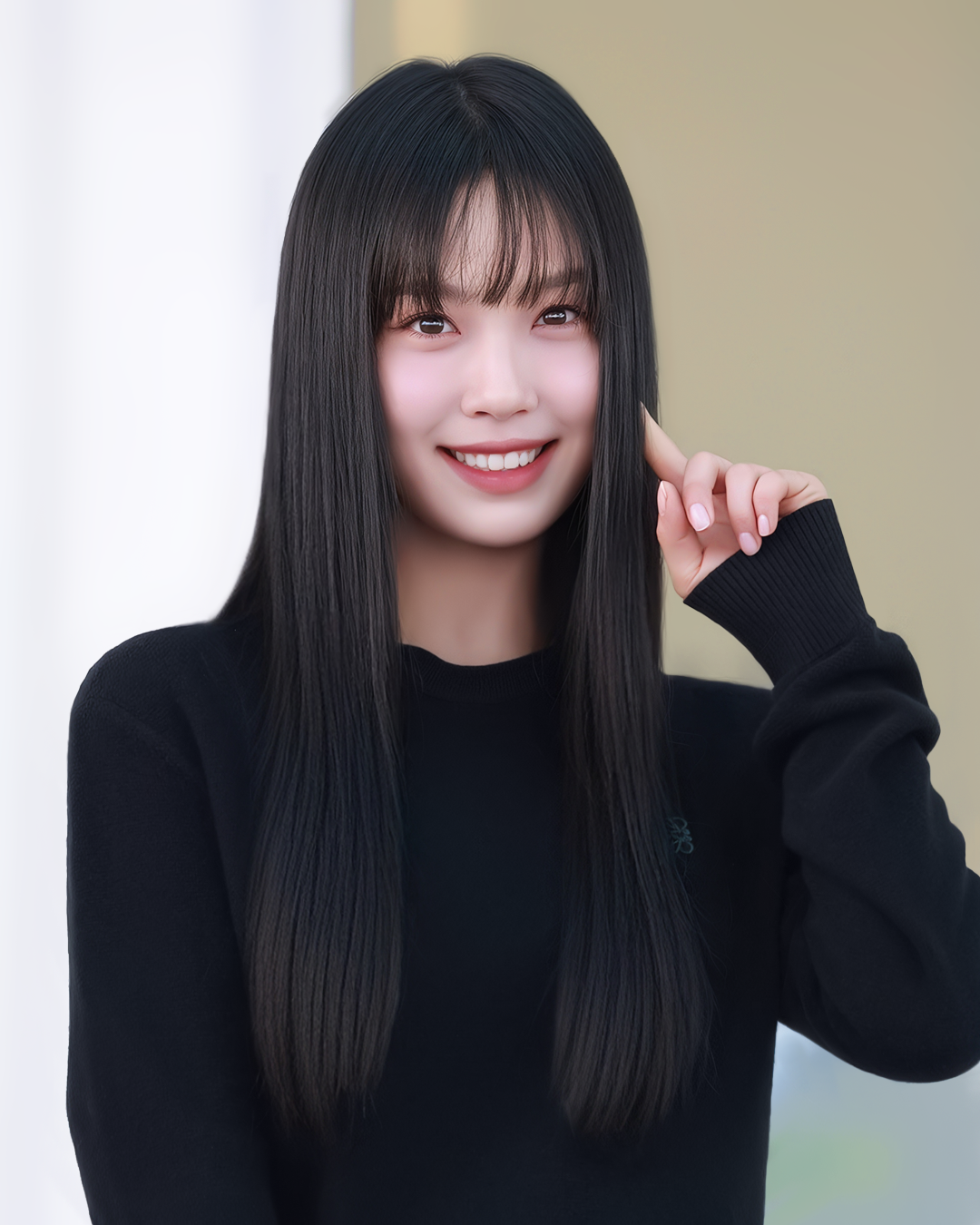
Go Min-si (* 1995)

- Go, Sean (* 1993), philippinischer Künstler
- Go, Seigen (1914–2014), chinesisch-japanischer Go-Spieler
- Gō, Seinosuke (1865–1942), japanischer Unternehmer und Politiker
- Go, Seul-ki (* 1986), südkoreanischer Fußballspieler
- Gō, Shizuko (1929–2014), japanische Schriftstellerin
- Go, Soo (* 1978), südkoreanischer Schauspieler
- Go, Soo-jung (1995–2020), südkoreanische Schauspielerin und Model
- Gō, Takezō (1881–1933), japanischer Generalleutnant
- Go, Won-hee (* 1994), südkoreanische Schauspielerin
- Go, Yo-han (* 1988), koreanischer Fußballspieler
- Go, Youn-jung (* 1996), südkoreanische SchauspielerinGo Youn-jung (* 1996)

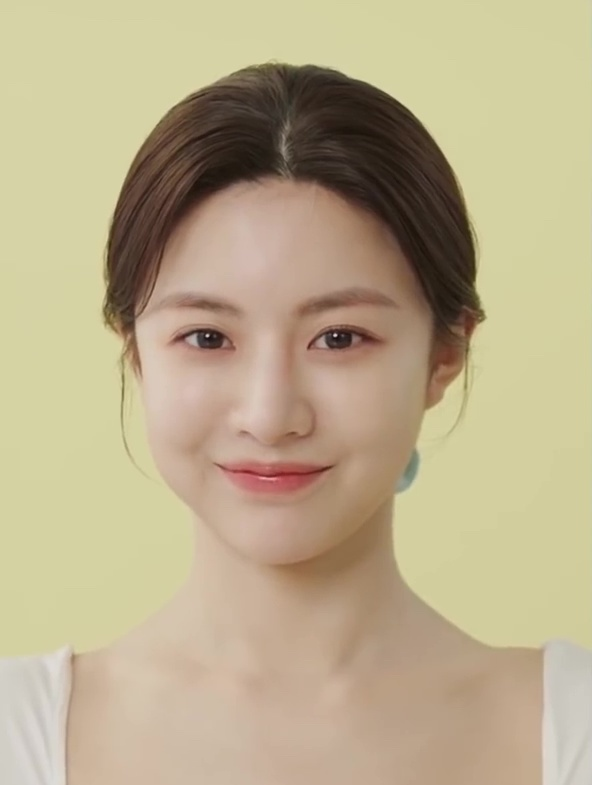
Go Youn-jung (* 1996)

- Go-Belmonte, Betty (1933–1994), philippinische Journalistin, Verlegerin und Publizistin
- Go-Daigo (1288–1339), 96. Kaiser von Japan (29. März 1318–18. September 1339)
- Go-En’yū (1359–1393), japanischer Kaiser
- Go-Fukakusa (1243–1304), 89. Tennō von Japan
- Go-Fushimi (1288–1336), 93. Tennō von Japan
- Go-Hanazono (1419–1470), 102. Tennō von Japan
- Go-Horikawa (1212–1234), 86. Tennō von Japan
- Go-Ichijō (1008–1036), 68. Tennō von Japan (1016–1036)
- Go-Jo (* 1995), französisch-australischer Sänger und Songwriter
- Go-Kameyama († 1424), 99. Tennō von Japan
- Go-Kashiwabara (1464–1526), 104. Tennō von Japan
- Go-Kōgon (1336–1374), Tennō
- Go-Komatsu (1377–1433), 100. Tennō von Japan
- Go-Kōmyō (1633–1654), japanischer Kaiser
- Go-Mizunoo (1596–1680), Tennō von Japan
- Go-Momozono (1758–1779), Kaiser von Japan
- Go-Murakami (1328–1368), 97. Kaiser von Japan (18. September 1339–29. März 1368)
- Go-Nara (1497–1557), 105. Tennō von Japan
- Go-Nijō (1285–1308), 94. Tennō von Japan
- Go-Reizei (1025–1068), 70. Tennō von Japan (1045–1068)
- Go-Saga (1220–1272), 88. Tennō von Japan
- Go-Sai (1638–1685), 111. Tennō von Japan (1655–1663)
- Go-Sakuramachi (1740–1813), 117. Kaiserin von Japan
- Go-Sanjō (1034–1073), 71. Tennō von Japan (1068–1073)
- Go-Shirakawa (1127–1192), 77. Tennō von Japan (1155–1158)
- Go-Suzaku (1009–1045), 69. Tennō von Japan (1036–1045)
- Go-Toba (1180–1239), 82. Tennō von Japan
- Go-Tsuchimikado (1442–1500), 103. Tennō von Japan
- Go-Uda (1267–1324), 91. Tennō von Japan
- Go-Yōzei (1571–1617), 107. Kaiser von Japan (17. Dezember 1586–9. Mai 1611)Go-Yōzei (1571–1617)

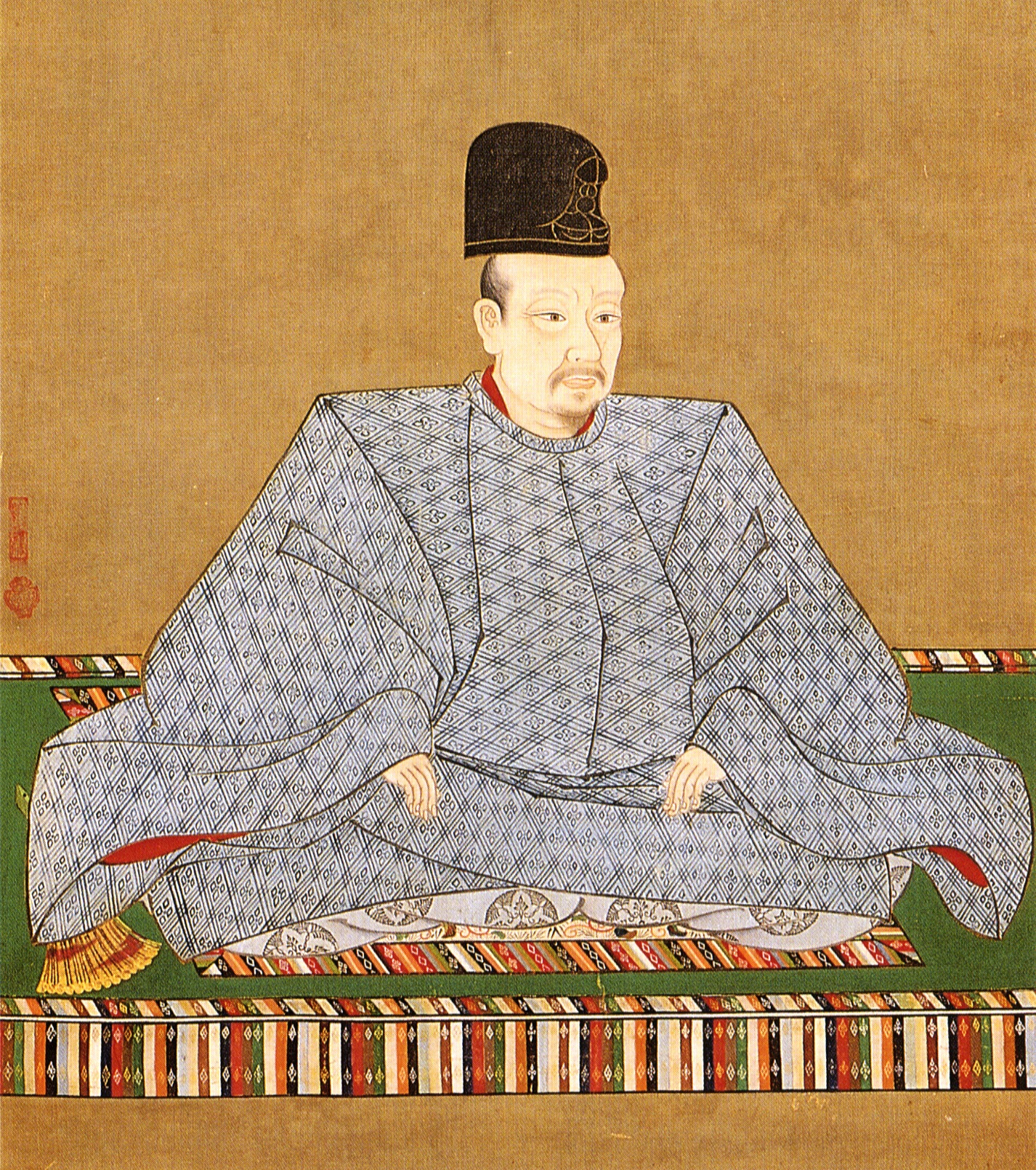
Go-Yōzei (1571–1617)